# Бошњачка демократска странка Хрватске
Бошњачка демократска странка Хрватске (краће: БДСХ) је парламентарна политичка партија која обликује и усмерава политичку вољу и деловање бошњачке заједнице у Хрватској. Председник странке је Неџад Хоџић.
Странка је основана 25. октобра 2008. године у Каставу с циљем квалитетнијег политичког организовања бошњачке националне мањине у Републици Хрватској, те изградњи Хрватске као равноправне друштвене заједнице свих њених грађана. Први краткорочни циљ странке је припрема бошњачке националне мањине за попис становништва 2011. године који је од изузетне важности за бошњачку националну мањину. Странка има задатак квалитетног политичког организовања бошњачке националне мањине у локалним срединама у којима бошњаци живе у Републици Хрватској како би у органима локалне управе били заступљени сразмерно својој бројности.
На седмим парламентарним изборима одржаним 2011. године Странка је освојила једно место предвиђено за албанску, бошњачку, црногорску, македонску и словенску националну мањину у Хрватском сабору (12. изборна јединица). Посланик у Савору је Неџад Хоџић.